# Athanarik nyugati gót király
Athanarik vagy Atanarik (? – 381. január 11.) (latinul Athanaricus) nyugati gót király 365 - 381 között.
Uralkodásának a hunok vetettek véget, akik elől a nyugati gótok pogánynak maradt részével a mai Erdélybe húzódott vissza. 376-ban kénytelen volt Makedóniába és Thesszáliába átkelni, de nemsokára pártviszályok miatt Nagy Theodosius császár udvarába volt kénytelen menekülni. Amikor 381-ben meghalt Konstantinápolyban, Theodosius fényesen temettette el. A Pietrosszánál (Romániában) talált nagy értékű aranykincset Athanarich kincsének szokás nevezni.

## Uralkodása
Athanarik 365-ben lett a nyugati gótok királya. Uralkodása kezdetén üldözést indított a kereszténységet felvett gótok ellen. Összesen huszonhat keresztényt végeztetett ki, köztük volt Szent Nicetás és Szent Szába is. Az üldözések miatt a keresztény gótok felkeltek Athanaric uralma ellen Fritigern vezetésével.
376-ban a hunok megtámadták a polgárháborúba süllyedt nyugati gót királyságot. A keresztény gótok Fritigern vezetése alatt a hunok elől menekülve elhagyták az országot és átkeltek a Római Birodalomba, míg Athanarik és hívei megkíséreltek ellenállni. A csatára valahol a mai Dnyeszter vidékén került sor, ahol a gótok katasztrofális vereséget szenvedtek. Ezt követően Athanarik és hívei visszahúzódtak a mai Erdély területére, majd a hunok elől innen is kénytelen volt a Római Birodalomba menekülni népével együtt. Itt a gótok közti viszálykodások miatt I. Theodosius római császár udvarába ment, ahol 381. január 11-én meghalt. A végtisztességet számára Theodosius császár adta meg, aki királyhoz illően temettette el Athanarikot.
Athanarik, amikor Erdélyt kénytelen volt elhagyni, kincseinek egy részét elásta a földben, remélve, hogy majd egyszer visszatér értük. Ez azonban nem következett be és a kincsek egészen 1837-ig rejtve maradtak, amikor azonban román földművesek megtalálták. A földművesek a kincs nagy részét eladták, ekkor azonban a román kormány tudomására jutott és a megmaradt értéktárgyakat a bukaresti múzeumba vitették. Itt található a mai napig.